# Frank Hohenadl
Frank Hohenadl (* 29. Juni 1972 in Holzkirchen) ist ein ehemaliger deutscher Eishockeyspieler, der mit den Kölner Haien 1995 die deutsche Meisterschaft gewann.

## Karriere
Hohenadl begann seine Karriere im Nachwuchs des SB Rosenheim und absolvierte während der Saison 1991/92 seine ersten vier Einsätze in der damals höchsten deutschen Liga, der Bundesliga. Mit den Rosenheimern, konnte er sogar das Play-off-Finale um die deutsche Meisterschaft erreichen, welches allerdings mit 0:3 Niederlagen gegen die Düsseldorfer EG verloren ging.
Im Jahr 1992 wechselte der gelernte Verteidiger zum Kölner EC, mit dem er in der Spielzeit 1994/95 die deutsche Meisterschaft gewann. Hohenadl absolvierte in der Meister-Saison insgesamt 60 Ligapartien und erzielte dabei 13 Scorerpunkte. Anschließend verließ er Köln und unterschrieb einen Vertrag beim Ligakonkurrenten SC Riessersee. Da sich der Verein zum Saisonende aus der DEL zurückzog, verließ Hohenadl den Klub. In den folgenden Jahren war er für den ETC Timmendorfer Strand und den 1. EV Weiden aktiv, ehe im Sommer 1998 nach Rosenheim zurückkehrte. 
Er spielte daraufhin zwei Jahre für die Rosenheimer, die sich mittlerweile in Starbulls Rosenheim umbenannt hatten. Als die Starbulls ihre Mannschaft zum Ende der Spielzeit 1999/00 aufgrund finanzieller Schwierigkeiten vom Spielbetrieb abmeldeten, schloss er sich dem SC Riessersee an. Dort beendete er seine Karriere im Jahr 2002.

### International
Für Deutschland nahm Hohenadl an der U20-Junioren-Weltmeisterschaft 1992 sowie der B-Weltmeisterschaft 1999 teil.

## Erfolge und Auszeichnungen
- 1992 Deutscher Vizemeister mit dem SB Rosenheim
- 1995 Deutscher Meister mit den Kölner Haien